# Himatolabus viometallicus
Himatolabus viometallicus es una especie de coleóptero de la familia Attelabidae.

## Distribución geográfica
Habita en México.